# Бойков, Николай Сафронович
Николай Сафронович Бойков (1920—1943) — красноармеец Рабоче-крестьянской Красной Армии, участник Великой Отечественной войны, Герой Советского Союза (1943).

## Биография
Николай Бойков родился в 1920 году в деревне Покоть (ныне — Чечерский район Гомельской области) в крестьянской семье. В 1941 году был призван на службу в Рабоче-крестьянскую Красную Армию и направлен на фронт Великой Отечественной войны. К сентябрю 1943 года красноармеец Николай Бойков был стрелком 78-го стрелкового полка 74-й стрелковой дивизии 13-й армии Центрального фронта. Отличился во время битвы за Днепр.
В конце сентября 1943 года Бойков одним из первых в своём подразделении форсировал Днепр к северу от Киева. Участвовал в удержании плацдарма на западном берегу реки, получил ранение, но поля боя не покинул и продолжил отражать контратаки противника, чем способствовал успешной переправе через реку своей роты.
Пропал без вести 3 октября 1943 года.
Указом Президиума Верховного Совета СССР от 16 октября 1943 года красноармеец Николай Бойков был удостоен высокого звания Героя Советского Союза. Был также награждён орденом Ленина и рядом медалей.

## Память
В 2016 году на Федеральном военном мемориальном кладбище установлен кенотаф.